# قري سويد

## الموقع
تقع الأجزاء الوسطى والسفلى من حوض قري سويد ضمن حدود محمية الإمام عبد العزيز بن محمد الملكية، ومن الناحية الإدارية تشكل اراضي حوضه جزء من محافظة رماح في المملكة العربية السعودية. وتبدأ منابع قري سويد خارج حدود محمية الإمام عبدالعزيز بن محمد الملكية، بالقرب منابع أحد روافد وادي خويش العطشان عند خط طول 47.176354 درجة شرقا ودائرة عرض 25.14855 درجة شمالاً.

## قري سويد
يستخدم مصطلح قَرِيُّ لتسمية بعض مجاري المياه في المملكة العربية السعودية، ويعرف القري في معاجم اللغة بأنه مجرى صغير تسيل المياه فيه من التلة إلى الروضة. وقري سويد هو الرافد الرئيسي لوادي وثيلان، ويمتد موازيا له تقريبا من الشمال الغربي بمحاذاة وادي خويش العطشان. ويصرف حوض قري سويد منطقة جغرافية صغيرة نسبيا ومستطيلة وضيقة تمتد من الجنوب الغربي إلى الشمال الشرقي. وتقع الأجزاء الوسطى والسفلى من حوض قري سويد ضمن حدود محمية الإمام عبد العزيز بن محمد الملكية، ومن الناحية الإدارية تشكل اراضي حوضه جزء من محافظة رماح في المملكة العربية السعودية. وتبدأ منابع قري سويد خارج حدود محمية الإمام عبدالعزيز بن محمد الملكية، بالقرب منابع أحد روافد وادي خويش العطشان عند خط طول 47.176354 درجة شرقا ودائرة عرض 25.14855 درجة شمالا، وذلك من أرض مرتفعة نسبيا تمر فيها خطوط تقسيم المياه بين أحواض التصريف المتجاورة، وتقع منابعه بين أعالي أحد روافد وادي خويش العطشان، وأعالي رافد آخر لوادي وثيلان. وبشكل عام يتجه المجرى الرئيسي لقري سويد من الجنوب الغربي نحو الشمال الشرقي، حتى يلتقي مع المجرى الرئيسي لوادي وثيلان عند خط طول 47.24593 درجة شرقا ودائرة عرض 25.208118 درجة شمالا. ويبلغ طول مجراه الرئيسي من منبعه إلى أن يلتقي بالمجرى الرئيسي لوادي وثيلان حوالي 12كم. ويظهر من صور قوقل ماب والخريطة الطبوغرافية أن حوض قري سويد يتكون من أرض تكثر فيها التلال، وأن روافده قصيرة وضيقة نسبيا، وتلتقي مجاري المياه فيه بزوايا حادة معطية بذلك نمطا شجريا واضحا، ويتضح من الصور أيضا أن الانحناءات والتعرجات في المجرى الرئيسي للوادي قليلة وخفيفة. كما أن الصور تبين أنه توجد أشجار في مجري المياه خاصة في أجزائه السفلى، ولكنها متباعدة جدا في أغلب الأماكن.